# Aghlal
Aghlal (în arabă أغلال) este o comună din provincia Aïn Témouchent, Algeria.
Populația comunei este de 7.146 de locuitori (2010).